# ユチュゲイ
ユチュゲイ (ロシア語: Ючюгей、サハ語: Үчүгэй)とは、ロシア連邦サハ共和国オイミャコン地区にある村。地区の中心地であるウスチ＝ネラから630 km離れている。人口は321人（2002年）。